# ブラックガールズトーク
『ブラックガールズトーク』は、マキノマキによる日本の漫画作品。『ブラックガールズトーク』として『マンガワン』（小学館）、『裏サンデー』（同）では2019年5月2日から同年8月15日まで短期連載として連載。単行本2巻（case.8 - ）収録分以降は『ブラックガールズトークリターンズ』として『マンガワン』では2019年12月26日より、『裏サンデー』では2020年1月2日より連載されているが、単行本では「ブラックガールズトーク」表記である。単行本の各巻末には、その巻で登場したキャラクターの後日談が語られる描き下ろし番外編「それぞれのその後」が収録されている。
2024年9月時点で単行本の累計部数が120万部を突破している。
2023年、第69回小学館漫画賞の最終候補にノミネートされた。
2024年2月よりテレビ東京系列「ドラマプレミア23」枠で放送された。

## あらすじ
商社に勤めるバリキャリOL・太田 佳央梨、面倒見のいい保育士・三浦 あや、平凡なOL・高橋 奈緒の仲良し女子3人の周りにいるムカつく人々の話題をオムニバス形式で展開していく。

## 登場人物
高橋 奈緒（たかはし なお）
24歳のOL。
容姿も成績も平凡で、平和な職場に勤めており、自分でも「極々一般的なOL」と思っている。黒髪。
三浦 あや（みうら あや）
優しくて面倒見のいい性格の保育士。
奈緒とは高校からの友達。眼鏡を掛けている。
太田 佳央梨（おおた かおり）
しっかり者の頼れる面白い年上のお姉さん。
商社に勤めるバリキャリOL。
嫌な人物とかかわった経験が豊富。あやの従姉妹。

## 書誌情報
- マキノマキ『ブラックガールズトーク』 小学館〈裏少年サンデーコミックス〉、既刊9巻（2025年7月17日現在）
  1. 2019年10月18日発売[9]、ISBN 978-4-09-129423-4
  2. 2020年7月10日発売[6]、ISBN 978-4-09-850198-4
  3. 2021年3月12日発売[10]、ISBN 978-4-09-850476-3
  4. 2021年11月18日発売[11]、ISBN 978-4-09-850791-7
  5. 2022年7月12日発売[12]、ISBN 978-4-09-851194-5
  6. 2023年3月17日発売[13]、ISBN 978-4-09-851750-3
  7. 2024年1月18日発売[14]、ISBN 978-4-09-853090-8
  8. 2024年9月19日発売[7]、ISBN 978-4-09-853605-4
  9. 2025年7月17日発売[15]、ISBN 978-4-09-854066-2

## テレビドラマ
『ブラックガールズトーク』のタイトルで2024年2月5日から3月25日まで、テレビ東京系「ドラマプレミア23」枠で放送された。朝日奈央と関水渚と石井杏奈のトリプル主演作。

### キャスト

#### 主要人物
太田佳央梨
演 - 朝日奈央
商社に勤めている仕事ができる女。
三浦あや
演 - 関水渚
保育園に勤めている。同僚の隼人と付き合っている。
高橋奈緒
演 - 石井杏奈（小学生時代：新津ちせ）
和菓子メーカー「三月堂本舗（みづきどうほんぽ）」に勤める普通のOL。付き合っていた相手に二股をかけられ、なかなか新しい相手に巡り合えない。

#### 周辺人物
若村隼人
演 - 板垣瑞生
あやの彼氏（のちに夫）で同僚の保育士。とても人間ができている。
諏訪元哉
演 - 本田響矢
佳央梨の「できる後輩社員」。佳央梨のことが気になっている。
乾麻美
演 - 高野ゆらこ
奈緒に良いアドバイスをくれる会社の先輩。
神山恭花
演 - 川久保晴
奈緒の会社の同僚。お昼を一緒に食べて噂話などに花を咲かせている。

#### ゲスト

##### 第1話
喫茶店店員
演 - 吉見征樹、小田啓司
女子高生の客を見て何時間話すのかと呆れる。
喫茶店の客
演 - 河村ここあ（第6話）、斎藤さらら（第6話）
喫茶店で二時間以上話し込む女子高生。
カフェの客
演 - 石川翔鈴、月森湖子
カフェで話し込む女性。

###### case.1 来たる!最強の派遣社員
角松亜紀
演 - 小林涼子
佳央梨たちの会社の派遣社員。完璧な経歴・スキルがあると期待されていた。
だが、実際には全く仕事ができず、周囲を混乱・疲弊させるだけだった。
飯田
演 - 大高洋夫
佳央梨たちの上司。角松の対応に部下が困っているのを全く知らずに契約を更新してしまう。
社員
演 - おぎのさな、森林永理奈
佳央梨の同僚。
社員
演 - 松木研也
角松が製薬会社の未公開開発文書を他社に誤送信したと報告に来る。
派遣会社社員
演 - 岩本淳
角松の担当社員。

###### case.2 二股男と彼女と私
高木敏行
演 - 猪塚健太
奈緒の彼氏。菜摘とも交際している「二股クズ野郎」。
新井菜摘
演 - 樋口日奈（最終話）
敏行の二股の相手。あやの友人。奈緒と組んで敏行をとっちめようとする。
その後、奈緒と意気投合する。友人の和紗と1人で会うのは疲れるので、奈緒を誘う。
高木の友人
演 - たける、ショーゴ（共に東京ホテイソン）

##### 第2話

###### case3 モンペ母と仕組まれた罠
石野千尋
演 - 真飛聖
花帆ちゃんママ。大学病院院長夫人。あやが園児保護者と付き合っているのではないかと問いただす。
人に点数をつける事から、夫から陰で「点数おばさん」と呼ばれている。
久保みずき
演 - 小島藤子
あやの同僚。
石野雅弘
演 - 春海四方
千尋の夫。医師で大学病院院長。千尋にいつも点数をつけられている恐妻家。
サキぴょん
演 - 沢口愛華
雅弘の浮気相手。彼を「まーにゃん」と呼んでいる。
石野花帆
演 - 竹内蒼
千尋の娘。あやの保育園に通っている。

###### case4 高圧的パワハラ上司
榊原祥子
演 - 猫背椿
佳央梨の前の会社の課長。第一印象は明るくて頼りになる上司だが、実は自分がミスしても謝らないどころか開き直るパワハラ上司。
八代悦代
演 - 安藤聖
佳央梨の前の職場の先輩。入社してからずっと面倒を見てくれている。結婚を機に退職する。
先輩男性社員
演 - 堀丞
客
演 - 白石優愛
榊原が退職して始めたタコスのキッチンカー「タタコッタ」の客。突然客が増えたのは韓流アイドルが来店したからだ、と榊原に説明する。
韓流アイドル
演 - 大久保波留（DXTEEN）
「タタコッタ」にお忍びで来店し、SNSにその写真をアップする。

##### 第3話

###### case5-1 人として無理な男
尾崎浩隆/ヒロ
演 - 宮崎秋人
奈緒がマッチングアプリで知り合い、初めて会うことになった男性。一見感じが良いが、店員には横柄な態度をとり、気に入らないとネチネチと文句を言う。
カフェの店員
演 - 神崎亜季
奈緒とヒロが入ったカフェ「グレース」の店員。ヒロにネチネチ文句を言われる。
怖そうなお兄さん
演 - 皆川尚義
カフェでヒロの隣のテーブルに座った見た目が怖いお兄さん。
マッチングアプリの女
演 - 野呂佳代
ヒロと会って意気投合する。

###### case5-2 何も決められない男
橘奏介
演 - 園田祥太（ダウ90000）
奈緒がマッチングアプリで会うことになった男性。優柔不断で何も決められない、意思表示もしない典型的な指示待ち人間。相手に決めてもらってるのに、感想を聞かれてもあまりいい感想を言わない。
同僚
演 - 志武明日香（役名：山本昌美）、不破りこ
奈緒の同僚。

###### case6 役満!モラハラ夫
山城さやか
演 - 小野寺ずる
あやの姉。娘のさやかの体調が悪くなり病院に罹るが、現金が足りなくなってあやに助けを求める。買い物のレシートも毎回夫にチェックされている。ある日、高額なブランドバッグを購入した領収書を部屋で見つけてしまう。
山城樹
演 - 長田成哉
さやかの夫。広告代理店勤務で実家も資産家。なのにさやかには必要最低限の現金しか渡さず、カードも持たせていない。常に妻を馬鹿にするモラハラ旦那。
山城千花
演 - 大迫鈴
樹とさやかの娘。体調が悪くなり、病院に掛かる。
まゆみ
演 - 櫻井音乃
留学費用のために稼いでいるキャバ嬢。樹の浮気相手。実は金目当てで樹と会っているだけで、貢いでくれる客としか思っていない。

##### 第4話

###### case7 人のモノ欲しがり女
岩崎星子〈22〉（いわさき せいこ）
演 - 森田想
奈緒の会社に入ってきた社員。人の物をなんでも欲しがり、人が持っている物と同じ物を持ちたがる。何でも欲しがるので陰で「ほしこ」と呼ばれる。学生バイトの時に半年で職場の男性5人を人から奪った経験がある。だが人の物が欲しいだけで、自分の物になった途端、興味を失う。
今西恵一
演 - 赤ペン瀧川
奈緒の部署の係長。既婚。星子と付き合っていることが星子のSNSですぐバレる。星子と結婚しようと妻と離婚することを星子に話した途端、彼女に捨てられる。

###### case8 恐怖!マザコン男とムスコン女
北沢秀司
演 - 落合モトキ
4年前に2週間だけ付き合った佳央梨の元カレ。それ以来音信不通だったが、突然佳央梨に鬼メッセージしてくる。マザコン。実は一ヶ月前に仕事で大きなミスをして地方に飛ばされそうになり、邦子と離れるのが嫌で会社を辞めている。そのため、自分を養ってくれそうな元カノに片っ端から連絡をしていた。
北沢邦子
演 - 手塚理美
秀司の母。秀司を溺愛しており、子離れできていない。

##### 第5話
池ヶ谷慧
演 - 武田航平（第6話 - 最終話）
道端で彼女にビンタされているのを奈緒に見られる。
四谷乃愛
演 - 菊地亜美（第6話 - 最終話）
慧の彼女。他の女の子に連絡をとらないで、と怒って道端で彗にビンタして去っていく。実はまだ付き合って3日目。

###### case9 "一口ちょうだい"にご用心
久保田航基
演 - 足立英
隼人の友人。恋人・若葉のことは好きだが、自分の頼んだ料理を毎回彼女に一口食べられることにストレスを感じて隼人らに相談する。
西条若葉
演 - 中田青渚
航基の彼女。半年前に航基の会社に入社し付き合うようになる。「太って嫌われたくない」とサラダやスープしか頼まないが、人の食べ物を「一口ちょうだい」と何でも欲しがる。航基の頼んだ苺ショートケーキに至っては、上に乗っている苺を食べてしまい、あやたちを困惑させる。
ウェイトレス
演 - 藤山凜
あやらが若葉と食事するレストラン「Homer ホーマー」のウェイトレス。

###### case10 私がハブられた理由
水川秋奈
演 - 井上小百合
奈緒の高校のバドミントン部時代の友人。元バスケ部のニシオカと最近付き合い始めた。
美里
演 - 笠間優里
奈緒の高校のバドミントン部時代の友人。
梨花
演 - 堀口紗奈
奈緒の高校のバドミントン部時代の友人。
奈緒の友人
演 - 古川凜、森山のえる、中澤詩月、本屋碧美、大森琉瑠
奈緒の小学生・中学生時代の友人。

##### 第6話

###### case11 危険!相談からの略奪女
坂下風香
演 - 川津明日香
佳央梨の地元の同級生。佳央梨と偶然再会し、竜則と渚のことを語る。
竜則
演 - 古舘佑太郎
風香の一年前に別れた元カレ。後輩の渚の相談にのっているうちに彼女と付き合うことになってしまい、風香と別れる。
久寿米木渚（くすめぎ なぎさ）
演 - 冨手麻妙
竜則の後輩。保育士。竜則に相談にのってほしいと話を持ち掛けているうちに竜則を略奪してしまう。
成美先生
演 - 裕加
保育士。渚の同僚。
西崎
演 - 加賀美茂樹

###### case12 他人評価&批判女
岡安留華〈26〉
演 - 新田さちか
奈緒の大学時代の友人。奈緒と愛美を合コンに誘う。可愛くて明るくて要領がいいが、さりげなく他人をディスるのが上手い。自分が褒められるとあからさまに機嫌が良くなる。
半田愛美〈40〉
演 - 佐藤めぐみ
留華の会社の先輩で、彼女に誘われ合コンに参加する。留華とは付き合いが長く、彼女の扱いには慣れている。職場の後輩の正孝のことが好きだが、彼から恋人とのことを相談されており、そのことが辛いので会社を辞めることにしている。
内村正孝
演 - 入江甚儀
留華の同僚で彼氏。愛美に留華とのことをよく相談に乗ってもらっている。
前田
演 - 藤原倫己
留華たちの合コン相手。
伊達
演 - 大西けんけん
留華たちの合コン相手。前田の大学の後輩。
手塚
演 - 津田恭佑
留華たちの合コン相手。前田の会社の後輩。

##### 第7話

###### case13 彼氏最優先の女
清宮香世
演 - 大原優乃
佳央梨が17歳の時のクラスメイト。何事も彼氏が最優先で、友達との約束も彼氏から連絡があると反故にする。逸美とのっちは結婚してしまったため、彼氏がいなさそうな佳央梨にマウントを取って悦に入っている。
岡野逸美
演 - 宇乃うめの
佳央梨の高校からの友人。結婚して大阪に転居する予定。
倉田望 / のっち
演 - 内海誠子
佳央梨の高校からの友人。既婚。

###### case14 ナチュラル失言おじさん
西尾和彦
演 - おかやまはじめ
奈緒の母の弟。骨折で入院したので奈緒が病院に見舞いに行くが、開口一番「太ったんじゃないか?」など失言を連発するデリカシーのない男。実は教師をしていて校長まで務めている。
西尾依子
演 - 櫻井淳子
和彦の妻。常識人で和彦の失言を窘めるが、和彦はまったく聞いていない。
西尾千菜（にしお ちな）
演 - 片岡凜
和彦と依子の娘。高校生。和彦の失言を一切許さず言い返すだけでなく、和彦を教育までする失言と戦う女。
奈緒の母
声 - 深沢エミ

##### 最終話
高田一作
演 - 西堀亮（マシンガンズ）
佳央梨たちの行きつけの居酒屋店主。
居酒屋の客
演 - もろいくや
1人でいる奈緒に「一緒に飲もう」と無理矢理自分の席に連れて行こうとする。
保育士
演 - あいだあい
あやの同僚。
さっくんパパ
演 - 西村誠治
さっくん
演 - 宮宇地怜央
佳央梨とぶつかる女性
演 - 浅田光
歩きスマホしていたのに佳央梨をせめる。

###### case15 悲劇のヒロイン女
長迫和紗
演 - 金澤美穂
菜摘の友人。ネガティブ過ぎる「悲劇のヒロイン女」。自分がどれだけ不幸かを延々と話すが、ほとんどが大げさに言っているか嘘。池ヶ谷慧と付き合っている。
店員
演 - 堤もね
奈緒たちが和紗と会うカフェの店員。

### スタッフ
- 原作 - マキノマキ『ブラックガールズトーク』（小学館『マンガワン』連載）[2]
- 監督 - 上田迅（ザ・ワークス）、弓座翔平（ザ・ワークス）[2]
- 脚本 - 舘そらみ、上田迅（ザ・ワークス）、岸本鮎佳[2]
- 音楽 - スキャット後藤
- 主題歌 - DA PUMP「Use Your Body」（SONIC GROOVE）[16]
- エンディングテーマ - ONE N' ONLY「TALKIN'」（SDR）[54]
- チーフプロデューサー - 森田昇（テレビ東京）[2]
- プロデューサー - 祖父江里奈（テレビ東京）、多湖亮太（ザ・ワークス）[2]
- 制作 - テレビ東京[2]
- 制作協力 - ザ・ワークス[2]
- 製作著作 - 「ブラックガールズトーク」製作委員会[2]

### 放送日程
| 話数   | 放送日  | サブタイトル                                   | 脚本     | 監督     |
| ------ | ------- | ---------------------------------------------- | -------- | -------- |
| 第1話  | 2月05日 | 恐怖! 最強の派遣さん&二股クソ野郎              | 上田迅   | 上田迅   |
| 第2話  | 2月12日 | モンペ母と影の女 / 高圧的パワハラ上司          | 上田迅   | 上田迅   |
| 第3話  | 2月19日 | 人として無理な男&何も決められない男/モラハラ夫 | 舘そらみ | 弓座翔平 |
| 第4話  | 2月26日 | 人のモノ欲しがり女 / マザコンロミオメール男    | 舘そらみ | 上田迅   |
| 第5話  | 3月04日 | 一口ちょうだい女 / ハブられていた私            | 上田迅   | 弓座翔平 |
| 第6話  | 3月11日 | 相談からの略奪女 / 他人評価&批判女             | 岸本鮎佳 | 弓座翔平 |
| 第7話  | 3月18日 | 彼氏最優先女 / ナチュラル失言おじさん          | 舘そらみ | 上田迅   |
| 最終話 | 3月25日 | 悲劇のヒロイン女                               | 上田迅   | 上田迅   |

- 第6話・最終話は10分繰り下げ、23時16分 - 翌0時5分に放送された。
- 第7話は30分繰り下げ、23時36分 - 翌0時25分に放送された。

### 放送局
| 放送期間               | 放送時間           | 放送局         | 対象地域       | 備考       |
| ---------------------- | ------------------ | -------------- | -------------- | ---------- |
| 2024年2月5日 - 3月25日 | 月曜 23:06 - 23:55 | テレビ東京     | 関東広域圏     | 製作局     |
|                        |                    | テレビ北海道   | 北海道         |            |
|                        |                    | テレビ愛知     | 愛知県         |            |
|                        |                    | テレビ大阪     | 大阪府         |            |
|                        |                    | テレビせとうち | 岡山県・香川県 |            |
|                        |                    | TVQ九州放送    | 福岡県         |            |
|                        |                    | 岐阜放送       | 岐阜県         |            |
|                        |                    | びわ湖放送     | 滋賀県         | [ 注釈 1 ] |
|                        |                    | 奈良テレビ放送 | 奈良県         |            |
|                        |                    | テレビ和歌山   | 和歌山県       |            |

### ネット配信
| 配信開始月 | 配信サイト     | 配信料金     | 備考           |
| ---------- | -------------- | ------------ | -------------- |
| 2024年2月  | ネットもテレ東 | 広告付き無料 | 見逃し配信     |
| 2024年2月  | TVer           | 広告付き無料 | 見逃し配信     |
| 2024年2月  | U-NEXT         | 定額制有料   | 独占見放題配信 |
| 2024年2月  | Lemino         | 定額制有料   | 独占見放題配信 |

| テレビ東京系列 ドラマプレミア23           | テレビ東京系列 ドラマプレミア23                   | テレビ東京系列 ドラマプレミア23 |
| 前番組                                    | 番組名                                            | 次番組                          |
| ----------------------------------------- | ------------------------------------------------- | ------------------------------- |
| SHUT UP （2023年12月4日 - 2024年1月29日） | ブラックガールズトーク （2024年2月5日 - 3月25日） | 95 （2024年4月8日 - 6月10日）   |